# And did those feet in ancient time

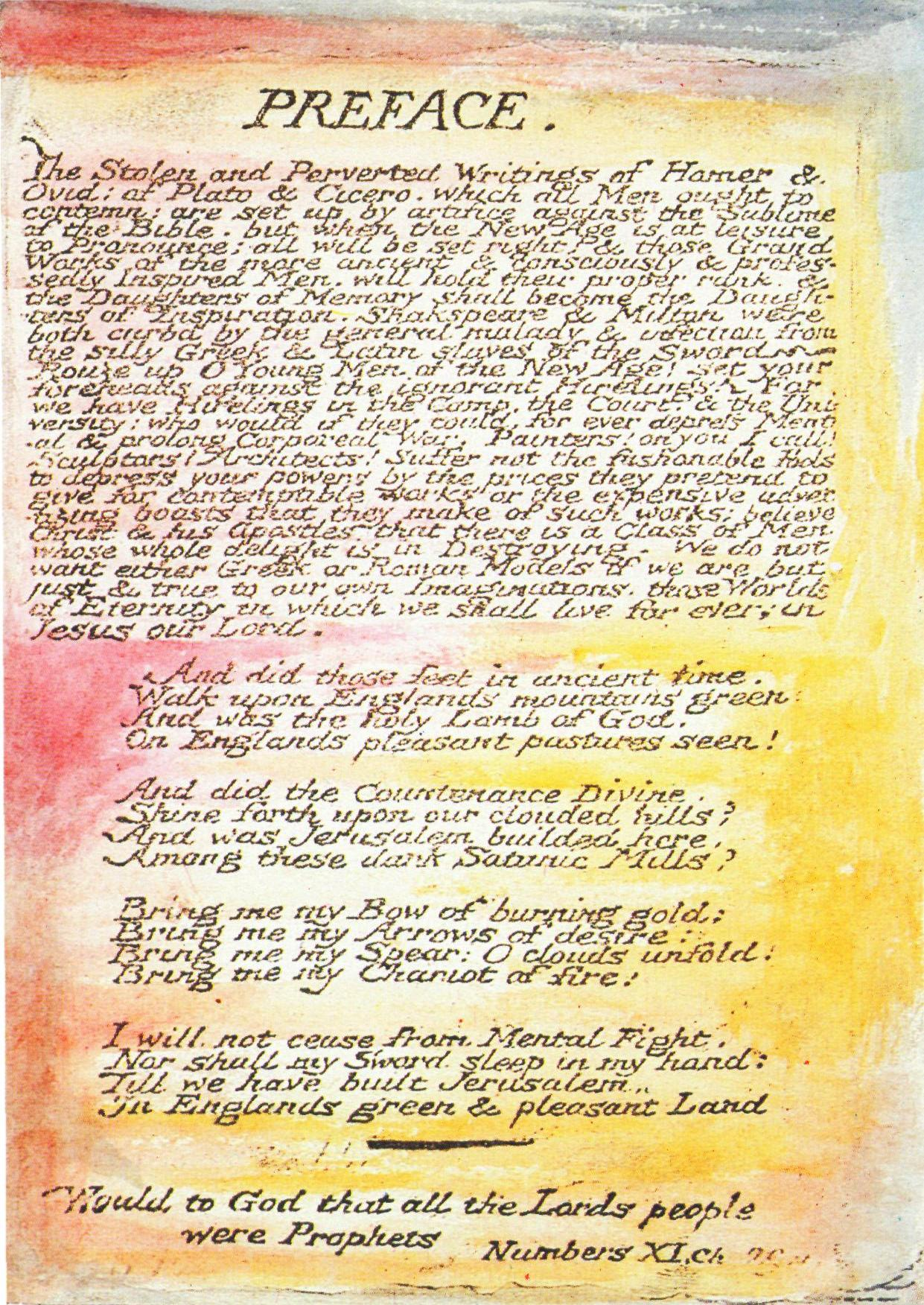
Het voorwoord van Milton, zoals het verscheen in Blake's eigen verlichte versie.

And did those feet in ancient time is een gedicht van de Engelse dichter William Blake uit de inleiding van zijn werk Milton: a Poem (1804).  
De terminologie "Satanic Mills" (Duivelse Fabrieken) in de tekst heeft waarschijnlijk betrekking op de vroege industriële revolutie en de vernietiging van de natuur. Andere verklaringen zijn: de staatskerk, de universiteiten van Oxford en Cambridge en neolithische gedenktekens zoals Stonehenge, die door Blake als duivelse objecten werden beschouwd.
Het gedicht was in de 19e eeuw niet erg bekend, maar het werd in 1916 in een patriottische bloemlezing van gedichten gepubliceerd. Dit was een tijd waarin het moreel van het volk laag was vanwege het hoge aantal slachtoffers van de Eerste Wereldoorlog. Charles Hubert Parry maakte er vervolgens een toonzetting bij, dat later bekend zou worden als Jerusalem. Toen Koning George V dat lied voor het eerst hoorde, door eenstemmige koorzang en orkestbegeleiding van Edward Elgar, heeft hij vermoedelijk gezegd dat dit het nationale volkslied moest worden in plaats van God save the King. 
Inspiratiebron voor de tekst was de legende dat Jezus als jongeman samen met Jozef van Arimathea naar Glastonbury kwam.  Volgens de biografen van William Blake geloofde de dichter in deze legende. Het gedicht is voor vele interpretaties vatbaar.
In de derde strofe staat de regel "Bring me my chariot of fire". Dit werd de inspiratie voor de film Chariots of Fire en heeft waarschijnlijk betrekking op het Bijbelse verhaal uit 2 Koningen 2:11, waar de profeet Elia naar de hemel gaat. Aan het slot van de film wordt Jerusalem door de kerkgemeente gezongen.

## Tekst
And did those feet in ancient time 
Walk upon England’s mountains green? 
And was the holy Lamb of  God
On England’s pleasant pastures seen? 
And did the Countenance Divine 
Shine forth upon our clouded hills? 
And was Jerusalem builded here 
Among these dark Satanic Mills?
Bring me my Bow of burning gold; 
Bring me my Arrows of desire; 
Bring me my Spear; O clouds unfold! 
Bring me my Chariot of fire! 
I will not cease from Mental Fight, 
Nor shall my Sword sleep in my hand, 
Till we have built Jerusalem,
In England’s green & pleasant Land.